# تاکو اوشینوهاما
تاکو اوشینوهاما (انگلیسی: Taku Ushinohama؛ زادهٔ ۱۴ ژوئیهٔ ۱۹۹۲) بازیکن فوتبال اهل ژاپن است.
از باشگاه‌هایی که در آن بازی کرده‌است می‌توان به باشگاه فوتبال آویسپا فوکوئوکا اشاره کرد.